# Diogo de Silves
Diogo de Silves (XV secolo) è il presunto nome di un oscuro portoghese che esplorò l'Oceano Atlantico e che sembra abbia scoperto le isole Azzorre nel 1427.

## Biografia
È noto solo per un riferimento su una mappa disegnata dal cartografo catalano Gabriel de Vallseca di Maiorca, datata 1439. La mappa, rovinata da un incidente con l'inchiostro avvenuto nel 1869, ha una nota nei pressi dell'arcipelago delle Azzorre scritta presumibilmente da Vallseca, che dice:
Il cognome e parte della data sono macchiati. La prima lettura conosciuta di questa porzione di mappa fu fatta da un maiorchino di nome Pasqual nel 1789 (prima dell'incidente con l'inchiostro) il quale annotò il cognome come "Guullen". Da allora fu letto da altri investigatori come Diego de Senill ('il Vecchio' - in riferimento a Gonçalo Velho che ufficialmente le scoprì nel 1431). Altri hanno proposto de Sevill o di Siviglia o de Sunis, Survis, Sinus, Simis, Sines, Sivils. La data fu interpretata sia come MCCCCXXVII (1427) sia come MCCCCXXXII (1432) o MCCCCXXXVII (1437).
Nel 1943 lo storico portoghese Damião Peres sostenne che solo Diogo de Sunis o Diogo de Silves possano essere il nome nascosto sotto la macchia della mappa, e scelse Silves semplicemente perché i cognomi portoghesi dell'epoca erano solitamente toponimi e per il fatto che la città di Silves (Portogallo) in Algarve, non lontano dal porto di Lagos (dove Enrico il Navigatore organizzò la spedizione), era tutt'altro che improbabile come sua origine. Scelse anche di interpretare la data come 1427. Il parere di Peres riguardo a nome e data divennero poi lo standard nelle fonti portoghesi. Le ipotesi furono accettate sufficientemente da fare in modo che il servizio postale portoghese decise di emettere un francobollo in onore di 'Diogo de Silves' nel 1990.
Non ci sono altri riferimenti riguardo a Diogo de Silves, per chi lavorasse o quale fosse il suo obbiettivo. Si suppone spesso (nonostante la mancanza di fonti a conferma) che Diogo de Silves fosse un capitano al servizio del principe portoghese Enrico il Navigatore. In questo caso, potrebbe essere stato inviato nel 1427 in una delle numerose spedizioni di Enrico che negli anni 1420 esplorarono la costa occidentale dell'Africa nel tentativo di doppiare Capo Bojador, o che fosse impiegato in un viaggio di routine verso Madera, ed è stato anche ipotizzato che possa aver fatto parte del fallito attacco portoghese o della razzia schiavista nelle Isole Canarie. Non è certo come sia finito nelle Azzorre, potrebbe essere stato spinto fuori rotta dai venti o potrebbe essere stato impiegato nello studio di correnti e venti oceanici, forse sperimentando una delle prime rotte volta do mar per conto di Enrico. Infine, la nota secondo cui era il "pilota" lascia anche aperta l'ipotesi che il capitano della spedizione fosse un altro (forse Gonçalo Velho). Il riferimento al 'Re' e non ad Enrico fa ipotizzare che possa essere stato al servizio dell'Ammiraglio del Portogallo Pedro de Menezes, I conte di Vila Real (allora governatore di Ceuta) piuttosto che del principe Enrico.
La sola cosa che è possibile accertare dalla mappa di Vallseca del 1439 è che probabilmente scoprì solo il gruppo di isole più orientali e forse quelle centrali dell'arcipelago delle Azzorre, e che probabilmente non raggiunse quelle occidentali di Flores e Corvo (nonostante le isole occidentali siano state disegnate sulla mappa, si trattava probabilmente di un'ipotesi; Vallseca sembra aver preso i nomi da mappe precedenti, come ad esempio l'Atlante catalano del 1375).